# テンジャンチゲ
テンジャンチゲ（된장 찌개）は、朝鮮半島の伝統的なチゲの一種。韓国の家庭料理の代表的なものであり、家庭や食堂などでよく食べられている。
チゲ用の一人分の鍋（土鍋、石鍋など）の中に水を入れ牛肉や豚肉、貝類、煮干などで下味をつけ、テンジャン（韓国味噌）、エホバク（カボチャの一種、ズッキーニで代用される）やネギなどの野菜、唐辛子、キノコ、豆腐、魚介類など、家庭ごとや地方ごとの具材を加えて煮立てる。
日本の味噌汁に似ているが、煮立たせること、具の種類や量を多めに入れることなどが味噌汁と異なる。